# Ca l'Alemany (Maçanet de Cabrenys)
Ca l'Alemany és una casa de Maçanet de Cabrenys (Alt Empordà) inclosa a l'Inventari del Patrimoni Arquitectònic de Catalunya.

## Descripció
Edifici situat a prop del centre del poble, de planta rectangular i situat en una cantonada. És una casa de planta baixa, pis i golfes amb paredat de pedra irregular i amb les obertures carreuades. Cal destacar dues llindes de l'edifici per tenir inscripcions. Una d'elles té inscrita la data 1743, i l'altra que es troba a la finestra que trobem a sobre la porta d'accés té una inscripció que a causa del pas del temps és il·legible.